# Галилюк, Виталий Андреевич
Виталий Андреевич Галилюк (1 января 1951 — 4 сентября 2013, Алупка, АР Крым) — российский кинорежиссёр и сценарист.

## Биография
Родился в 1951 году. Театральную деятельность начал в студию Виктора Панова. Дипломная работа в Театральном училище им. Щукина — спектакль по рассказам А. П. Платонова он делал полностью самостоятельно. В этой работе молодой режиссёр проявил себя как экспериментатор и новатор. Его первый спектакль выбивался за рамки привычных театральных постановок. После выпуска В. Галилюк создал театр-студию «Лаборатория». Студия просуществовала 7 лет. Были поставлены на архангельской сцене произведения польских драматургов, в новом свете была интерперетирована классика — «Женитьба» Н. В. Гоголя. Театральная труппа много гастролировала, принимала участие в различных фестивалях. На сцене московского Театра Сатиры актёрами студии был сыгран спектакль «Корабль дураков», поставленный по поэме немецкого сатирика Себастьяна Бранта. В начале 1990-х годов Виталий Галилюк становится режиссёром архангельского телевидения, а также снимает документальные фильмы. Самым его замечательным делом стала художественная кинокартина «Затоваренная бочкотара», единственная снятая в Поморье в 1994 году по одноимённой повести Василия Аксенова. В последние годы Виталий Андреевич жил в Петербурге, а затем в Крыму. В 2011 с ним случился инсульт, после которого он так и не смог оправиться. Умер 04 сентября 2013 в Алупке, 7 сентября 2013 года состоялись похороны В. А. Галилюка.

## Оценки
«Он никогда не воспитывал нас, никакого диктата в его речах и поступках и быть не могло. Он не таким человеком был. Он сплотил единомышленников — людей, которым интересен поиск и мысль в искусстве. Для нас он, прежде всего, учитель, сделавший нас теми, кем мы сейчас являемся. Это человек, идущий на несколько шагов впереди своих современников. У него не было традиционных ходов, это режиссёр-авангардист» — воспоминала участница «Лаборатории» Тамара Статикова.
По мнению его учителя Виктора Панова, мир потерял серьёзного и талантливого режиссёра.

## Художественные фильмы
- 2008 — «Время земляники»
- 1994 — «Затоваренная бочкотара»

## Документальные фильмы
- 2010 — Культурный слой: «Созрели вишни… Ресторанный музыкальный бизнес»
- 2007 — Культурный слой: «Художник Бродский»
- 2006 — Культурный слой: «Весна в ЛЭТИ»
- 2006 — Культурный слой: «Хранители»
- 2005 — Культурный слой: «Хвост»
- 2005 — Культурный слой: «Rock 80-е: Цой жив»
- 2005 — Культурный слой: «Rock 70-80-е: все братья и сестры»
- 2004 — Культурный слой: «Ленинградский Бродвей»
- 1995 — «Великий русский праздник»[2]